# São Miguel do Tapuio
São Miguel do Tapuio est une municipalité brésilienne située dans l'État du Piauí.